# Nàng tiên cá (tiểu thuyết)

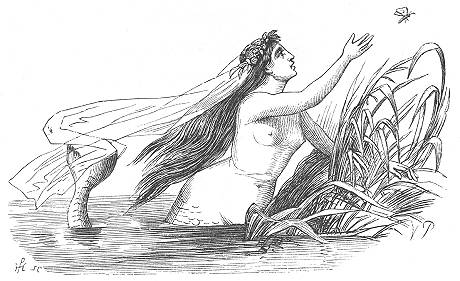
Nàng tiên cá. (Tranh của Vilhelm Pendersen)

Nàng tiên cá (tiếng Anh: The Little Mermaid; tiếng Đan Mạch: Den lille havfrue) là truyện cổ tích nổi tiếng của nhà văn, nhà thơ người Đan Mạch Hans Christian Andersen, kể về một nàng tiên cá nhỏ mong muốn từ bỏ cuộc sống dưới đáy biển và thân phận người cá của nàng để có được một linh hồn của con người và tình yêu của chàng hoàng tử loài người.
Ban đầu được sáng tác cho một vở balê, truyện được xuất bản lần đầu vào năm 1837 và đã được chuyển thể thành nhiều thể loại bao gồm nhạc kịch và phim hoạt hình.

## Nội dung
Nàng tiên cá nhỏ sống trong một vương quốc dưới nước cùng với cha của nàng – vua biển cả, mẹ của nàng, bà nội nàng và năm người chị, mỗi người chỉ hơn kém nhau có một tuổi. Khi mỗi một nàng tiên cá đủ 15 tuổi, nàng sẽ được phép bơi lên mặt nước để nhìn ngắm thế giới phía trên. Khi các chị nàng đủ tuổi, mỗi người họ bơi lên mặt nước và khi trở về, nàng tiên cá lắng nghe một cách thèm muốn những miêu tả của các chị nàng về mặt đất và loài người.
Khi đến lượt nàng tiên cá nhỏ, nàng bơi lên mặt nước và thấy một con tàu với một chàng hoàng tử đẹp trai và đem lòng yêu chàng từ ngoài xa. Một cơn bão lớn kéo đến và nàng tiên cá cứu được chàng hoàng tử trước khi chàng chết đuối. Nàng mang hoàng tử còn đang mê man vào bờ gần một ngôi đền. Nàng đợi ở đó đến khi một cô gái từ ngôi đền đi đến và tìm thấy chàng. Chàng hoàng tử chưa bao giờ nhìn thấy nàng tiên cá nhỏ.
Nàng tiên cá nhỏ hỏi bà nội nàng nếu con người không chết đuối thì họ có bất tử không. Bà nội nàng giải thích rằng tuổi thọ của con người ngắn hơn của loài tiên cá 300 năm, nhưng khi tiên cá chết, họ sẽ biến thành bọt biển, trong khi con người có một linh hồn bất diệt sống trên Thiên đàng. Nàng tiên cá nhỏ, ao ước có được chàng hoàng tử và một linh hồn bất diệt, cuối cùng tìm đến Phù thủy Biển. Phù thủy Biển trao cho nàng một lọ thuốc để nàng có được đôi chân, đổi lại nàng phải đưa lưỡi của nàng cho mụ, vì nàng có một giọng hát mê hồn, hay nhất trần gian. Tuy nhiên, Phù thủy Biển cảnh báo nàng, một khi trở thành con người, nàng sẽ không bao giờ trở lại biển được nữa. Chất thuốc đó uống vào sẽ khiến nàng cảm thấy như có một lưỡi kiếm xuyên qua người, khi hồi phục, nàng sẽ có một đôi chân tuyệt đẹp và có thể nhảy múa đẹp hơn bất cứ con người nào. Tuy nhiên, mỗi bước đi sẽ khiến nàng cảm thấy như đi trên những lưỡi dao sắc, khiến chân nàng chảy máu. Thêm vào đó, nàng sẽ chỉ có thể có được một linh hồn nếu nàng có được nụ hôn của tình yêu chân thật và nếu chàng hoàng tử yêu và cưới nàng, thì một phần linh hồn của chàng sẽ chảy sang người nàng. Nếu không, khi chàng hoàng tử cưới một người con gái khác, thì bình minh ngay ngày hôm sau, trái tim nàng tiên cá nhỏ sẽ tan vỡ, nàng sẽ chết và tan biến thành bọt biển.
Nàng tiên cá nhỏ uống thuốc và gặp được hoàng tử. Chàng say đắm vẻ đẹp và sự duyên dáng của nàng mặc dù nàng bị câm. Trên hết, chàng yêu thích điệu nhảy của nàng. Nàng tiên cá nhảy múa vì chàng dù mỗi lần chân chạm đất, nàng như dẫm lên dao sắc. Khi cha hoàng tử yêu cầu chàng cưới công chúa của vương quốc láng giềng, chàng hoàng tử nói với nàng tiên cá nhỏ là chàng sẽ không đồng ý, bởi chàng không yêu công chúa. Chàng còn nói chàng yêu người con gái của ngôi đền bên bờ biển mà chàng nghĩ là người đã cứu chàng. Nhưng hóa ra nàng công chúa lại là người con gái của ngôi đền, được gửi đến đó để học hành. Chàng hoàng tử yêu nàng công chúa nước láng giềng và đám cưới được cử hành ngay sau đó.
Hoàng tử và công chúa kết hôn, trái tim của nàng tiên cá nhỏ tan vỡ. Nàng nghĩ đến tất cả những thứ nàng đã từ bỏ, những nỗi đau mà nàng đã phải chịu đựng. Nàng tuyệt vọng, nghĩ rằng cái chết đang chờ đợi nàng, nhưng trước khi bình minh đến, các chị nàng mang cho nàng một con dao mà Phù thủy Biển cho họ, đổi bằng bộ tóc dài của các chị nàng. Nếu nàng tiên cá nhỏ đâm hoàng tử với con dao ấy mà để máu chàng chảy xuống chân nàng, nàng sẽ trở lại là tiên cá, tất cả những nỗi đau nàng chịu đựng sẽ chấm dứt và nàng sẽ sống cho hết tuổi thọ của mình.
Nàng tiên cá không thể giết chàng hoàng tử đang ở bên cô dâu của chàng vì chàng không hề biết sự thật. Khi bình minh đến, nàng gieo mình xuống biển. Cơ thể nàng tan thành bọt biển, nhưng thay vì thôi tồn tại, nàng cảm thấy được ánh mặt trời ấm áp; nàng đã trở thành một linh hồn, một người con gái của không trung. Những người con gái khác nói với nàng rằng nàng trở thành người giống họ vì nàng đã cố gắng bằng tất cả tấm lòng vì một linh hồn bất diệt. Nàng sẽ có được một linh hồn của riêng nàng bằng cách làm điều thiện trong 300 năm; với mỗi một đứa trẻ ngoan nàng tìm được, thời hạn đó sẽ rút ngắn một năm, và với mỗi một đứa trẻ hư hỏng, nàng sẽ khóc và mỗi giọt nước mắt sẽ thêm một tháng vào thời gian thử thách và cuối cùng, nàng sẽ bay vào vương quốc của Chúa.

## Chuyển thể
Hãng phim Walt Disney đã làm một bộ phim hoạt hình cùng tên vào năm 1989 và đã thay đổi kết cục câu chuyện là nàng tiên cá Ariel lấy hoàng tử Eric, đánh mụ phù thủy dưới đáy biển là Ursula, được sự chấp thuận của vua Triton là cha của Ariel, hai người lấy nhau và sống mãi mãi hạnh phúc bên nhau. Disney đã làm một bộ live-action cùng tên vào năm 2013.